# Doezum
Doezum is een streekdorp in de gemeente Westerkwartier in de Nederlandse provincie Groningen.
Het dorp ligt ten zuidwesten van Grootegast, ten noorden van Marum en ten noordoosten van Surhuisterveen. De dorpskern ligt aan de N980. Tot het dorpsgebied van Doezum behoren meerdere buurtschappen, namelijk De Bombay, De Eest, Peebos (gedeeltelijk) en de Bokkebuurt. In 1930 splitste Kornhorn zich af van Doezum. In 1993 werd Stroobos als dorp bij de gemeente Achtkarspelen gevoegd, eertijds een gehucht onder Doezum. Het dorp heeft 1.200 inwoners (1 januari 2023).

## Geschiedenis
Doezum wordt in 1475 vermeld als Uteradosum alias Dosum. Reeds in de 15e eeuw komt de huidige spelling Doezum voor. Andere vermeldingen zijn: Dosum (1477, 1579), Dooszum (1506), Doesum (1597), Doessum (1600) en Doesum (1781). De betekenis van de plaatsnaam is onzeker. Het wordt wel verklaard als woonplaats (heem) "in of bij het begroeide moeras of veen" (does). Een andere uitleg is de "woonplaats van Doewe" (Doeweshem). De vermelding van Doesum in 1475 als Uteradosum (i.e. Lager Doezum) komt samen voor met Vradosum (i.e. Boven Doezum) voor Opende. Eenzelfde combinatie wordt gevormd door de Friese dorpen Ureterp en Olterterp.
Doezum is ontstaan op de zuidelijkste van de twee zandruggen in de streek Langewold. Op deze zandrug liggen verder de dorpen Grootegast, Sebaldeburen, Oldekerk, Niekerk en Faan. Het gebied rond Doezum is vanuit de Lauwers ontgonnen, welke structuur nog zichtbaar is. Eenzelfde verkavelingsstructuur is zichtbaar in Opende en aan de Friese zijde van de Lauwers in Kortwoude en Surhuizum. Voor Opende en Surhuizum is vastgesteld dat de dorpen opgeschoven zijn naar hogere gronden als gevolg van bodemdaling door veenoxidatie. Deze verplaatsing is voor Doezum echter niet bewezen. Op basis van archeologische vondsten kan de ontginning richting Doezum en Lutjegast al in de 6e eeuw gestart zijn. De ten noorden van Doezum gelegen buurtschap Dorp vormt een oudere eenheid. De bewoning van Dorp zou ook opgeschoven zijn tot het gebied tussen Doezum en Grootegast, ter hoogte van Duisterburen. Door een ongunstige lage ligging zal deze nieuwe locatie spoedig verlaten zijn en werd het grondgebied van Dorp bij Doezum gevoegd. Dorp vormde dan ook een aparte kluft binnen het kerspel Doezum. Ter plaatse van Doezum sluiten twee middeleeuwse veendijken op elkaar aan (Kaleweg en Eesterweg). De Kaleweg vormde de oorspronkelijke verbinding tussen Surhuisterveen en Grootegast. In de 19e eeuw zouden de laatste lager gelegen veengebieden rond Peebos en de Zuidpolder ontgonnen worden.

### Waterhuishouding
Ten noorden van Doezum boog de Lauwers oorspronkelijk meer af naar het oosten en stroomde vervolgens noordelijk van Grijpskerk. De rivier werd door de plaatselijke bevolking aangesloten op de benedenloop van de Oude Ried. Doordat de Lauwers dichtslibde, werd deze afgesloten ter hoogte van de Schalkendam tussen Stroobos en Visvliet. De afwatering van het gebied werd vervolgens verbeterd door het cisterciënzer klooster Jeruzalem te Gerkesklooster. Ten westen van de Lauwers werd hiertoe de Oude Veenster Vaart in de Surhuizumer Mieden gekanaliseerd. Ten oosten van de Lauwers werd rond 1490 de Zijlroe aangelegd welke van Peebos, De Eest en Dorp naar de Schalkendam liep. Naar verluidt zou de Zijlroe gegraven zijn door zes monniken en een non. Daar de afwatering van Doezum en Opende verliep via Munnekezijl, werden beide dorpen in 1539 bij het Munnekezijlvest gevoegd. Hierbij werd bedongen dat Doezum en Opende de eigen wateren zouden onderhouden tot aan de Schalkendam. Voor het zijlschot van beide dorpen werd rekening gehouden met de slechte kwaliteit van de landerijen. In de periode 1509-1516 werd Doezum voor de jaartax als een van de laagste dorpen ingeschat van Langewold. Dit houdt ook verband met de aanwezige onontgonnen veengronden.
Ten tijde van de Tachtigjarige Oorlog werd ten noorden van Doezum het Kolonelsdiep of Caspar de Roblesdiep gegraven om de Watergeuzen op de Waddenzee te mijden. Stadhouder Caspar de Robles presenteerde in 1575 een plan om het traject Hoendiep-Gave-Lettelberterdiep-Briltil te verlengen tot de Lauwers. Inwoners van het Westerkwartier keerden zich tegen dit plan daar hun afwateringsysteem doorgraven zou worden. Hierop werd eind 1576 toegestaan om het diep weer dicht te gooien. Men zag echter wel het nut in van een dergelijke verbinding tussen Groningen en Friesland en na de Reductie van Groningen van 1594 werd het diep weer hersteld. Met het graven van een kanaal tussen Noordhornerga en Stroobos in de periode 1654-1657 kwam het Kolonelsdiep te vervallen. In de jaren 60 van de 19e eeuw werden de Zijlroe en de oude Doezumertocht gekanaliseerd tot de huidige Doezumertocht op initiatief van het waterschap Doezum en Opende.

### Bestuur
Doezum was gelegen in Westerdeel-Langewold. In deze streek waren verder de dorpen Grootegast, Lutjegast, Opende en Sebaldeburen gelegen. Dit betekende dat het grietmanschap van Westerdeel-Langewold een keer in de vijf jaar op Doezum viel. Volgens het klauwboek Tjassens bestond Doezum in 1601 uit vijf kluften. In de Oosterkluft lagen de heerden: Jensema, Hylema, Reidt, Mellema, Heckema, Rengers en Knypstede. In de Middelkluft waren dit: Ayckema, Wyrck Sytsstede, Tiassema, Pabema, Esema, Bolheem en (Ooster) Camminga. De kluft 't Dorp kende de heerden Ooster-, Wester-, Noorder- en Suyder-Loma. In de Westerkluft lagen de heerden: Lueckema, Fockema, Wyckema, Cruysinge, Bensema, Eme en Bantkema/Bentkema-stede. De kluft Curringehorne had drie heerden: (Wester) Camminga, Landersma en Geldersstede. Het grietmanschap rouleerde jaarlijks tussen de kluften en tussen de edele heerden, een constructie die in of reeds voor de vijftiende eeuw ingesteld werd. Dit resulteerde erin dat het grietmanschap bijvoorbeeld een keer in de 140 (5x4x7) jaar op een heerd in de Westerkluft van Doezum viel. Door eisen die gesteld werden aan een grietman, vererving of het loskoppelen van de rechten werden deze lijsten niet altijd precies nageleefd en kwamen grietmannen ook in meerdere jaren achtereen voor. Zo zijn in de kerk van Doezum de grafzerken te vinden van Weidt Sickema en zijn vrouw Tzauck Iwema. Sickema trad op als grietman van Westerdeel-Langewold in de periodes 1625-1626 en 1631-1632. Hij was zelf afkomstig uit Surhuizum, maar zal naar Doezum verhuisd zijn omwille van het bezit dat zijn vrouw daar had. De familie Iwema was onder meer verwant aan de geslachten Cruysinge en Bensema en Tzauck had dan ook rechten van de heerden Cruysinge, Bensema en Eme.

### Tweede Wereldoorlog
In 1937 kocht collaborateur Pier Nobach een boerderij aan de Eesterweg te Doezum. Kort na Dolle Dinsdag vluchtte Nobach naar Duitsland en verkocht hij zijn bezit in Doezum met uitzondering van het woongedeelte van de boerderij. De boerderij werd gehuurd door Anne Haan, eveneens een NSB'er. Nadat het verzet bij Haan een dreigbrief had afgeleverd om de boerderij te verlaten, meldde hij dit bij landwachter Berend Cazemier. Cazemier gaf deze informatie door aan SD'er Robert Lehnhoff met een vermoeden van wie deze brief afkomstig zou zijn geweest. In de nacht van 14 september 1944 reed Lehnhoff met een commando naar Doezum. Albert Krijthe, Lubbe Renkema en Jan Pera werden neergeschoten. Het huis van Lubbes halfbroer Berend werd in brand gestoken, maar deze was niet thuis. Albert Krijthe en Lubbe Renkema overleden ter plaatse, Jan Pera overleed later aan zijn verwondingen in het ziekenhuis. Deze nacht kwam bekend te staan als de "Bloednacht van Doezum". In november 1945 werd een comité samengesteld voor de oprichting van een monument ter nagedachtenis aan de slachtoffers van de Tweede Wereldoorlog. Het oorlogsmonument Doezum, vervaardigd door Rinus Meijer, werd in 1954 onthuld. Naar de slachtoffers zijn later de Krijthestraat, Renkemastraat en Perastraat genoemd. De Terpstrastraat ontleent zijn naam aan Rienold Terpstra, een boer die omwille van zijn deelname aan de April-meistakingen gefusilleerd werd.

### Dorpsbeeld
Het dorpsbeeld wordt gekarakteriseerd door lintbebouwing met panden uit de periode 1890-1930. Daarnaast kent het dorp een aantal 19e-eeuwse boerderijen. Naast de Vituskerk kent Doezum nog twee rijksmonumenten. Ten noorden van het dorp bevindt zich een romp van een in 1872 gebouwde molen. Deze molen verzorgde de ontwatering van de polder Bombay. Daarnaast ligt ten westen van het dorp een monumentale ophaalbrug uit 1930 over de Doezumertocht welke in 1978 gerestaureerd werd. In 1924 werd een verzoek gedaan om Kornhorn als zelfstandig dorp te erkennen, in eerste instantie zonder succes. Nadat afscheiding in 1927 opnieuw ter sprake kwam, werd Kornhorn op 1 januari 1930 zelfstandig. Ook Stroobos was eerder een buurtschap onder Doezum. In 1974 werd het Friese deel van Stroobos als zelfstandig dorp erkend. In 1993 volgde een grenswijziging waarbij het Groningse deel van Stroobos bij Friesland werd gevoegd. Na de Tweede Wereldoorlog kreeg Doezum een uitbreiding aan de noordzijde van de Provincialeweg met de Renkemastraat, Perastraat, Terpstrastraat, Krijthestraat. In de 21e eeuw kwam hier de Houtsingel bij als onderdeel van het plan Marinus. In 2000 werd het Doezumerbos aangeplant direct ten noorden van het dorp.

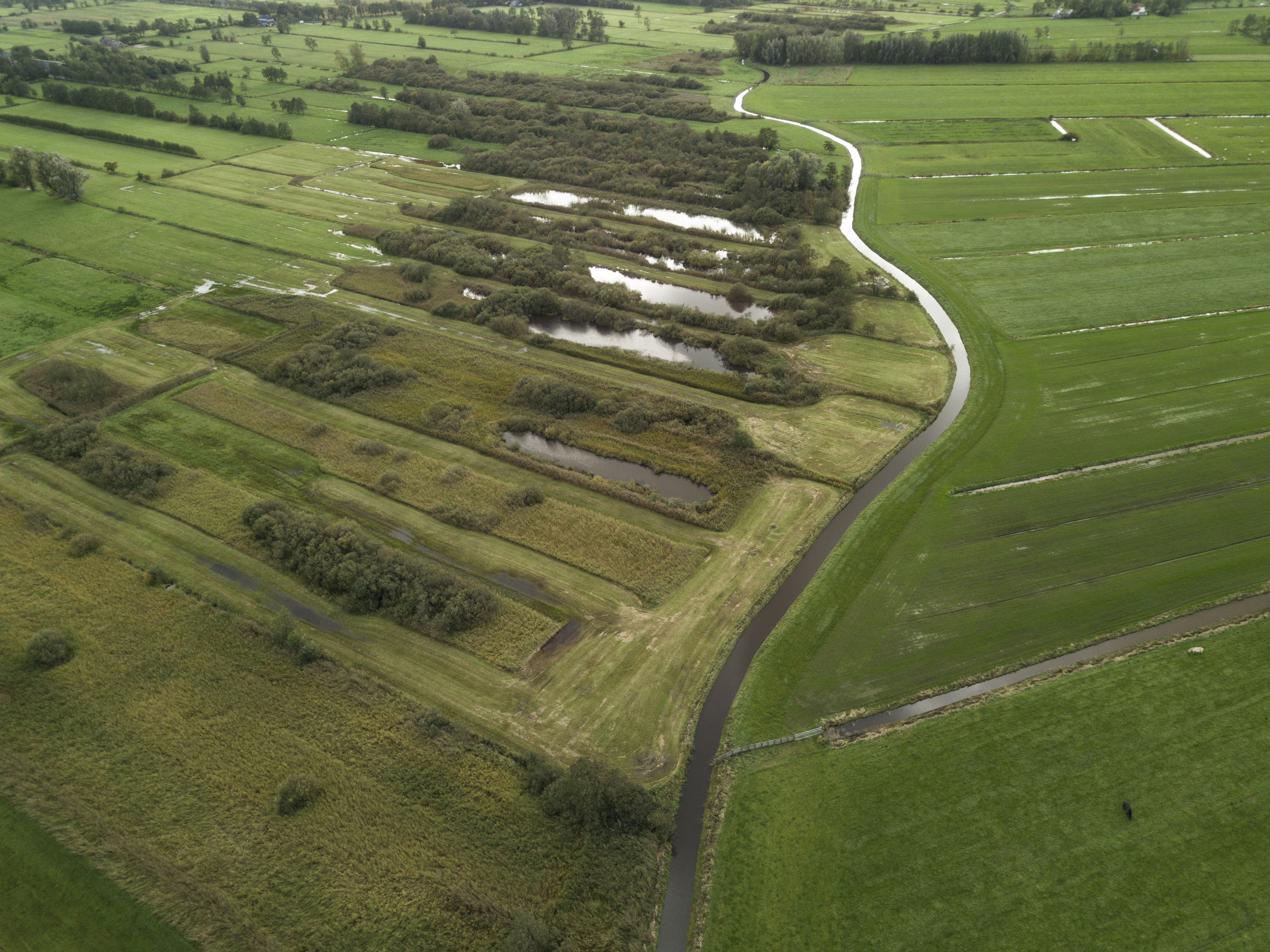
De Lauwers nabij de Doezumermieden.
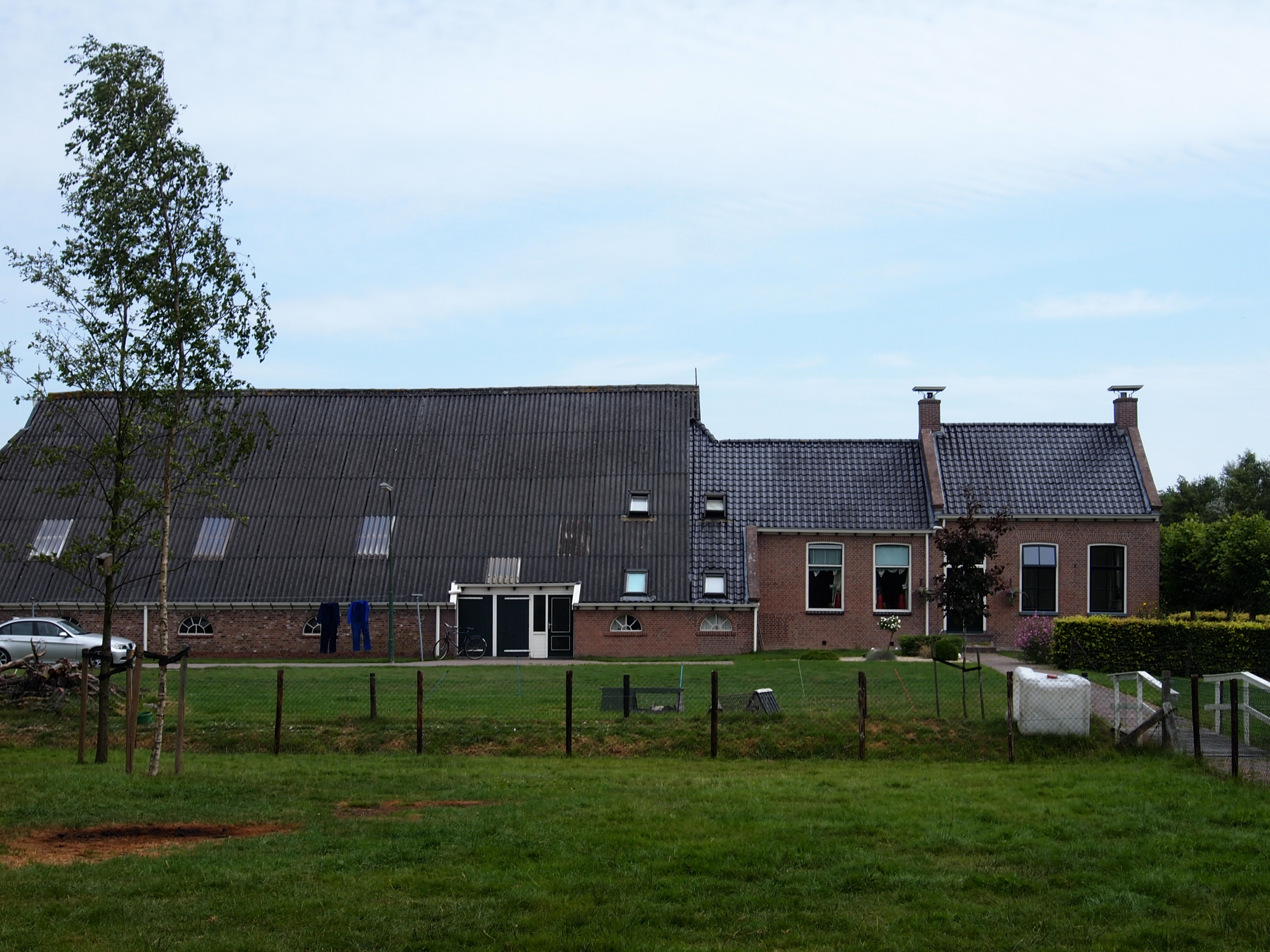
Een 19e-eeuwse kop-hals-rompboerderij aan de Eesterweg.
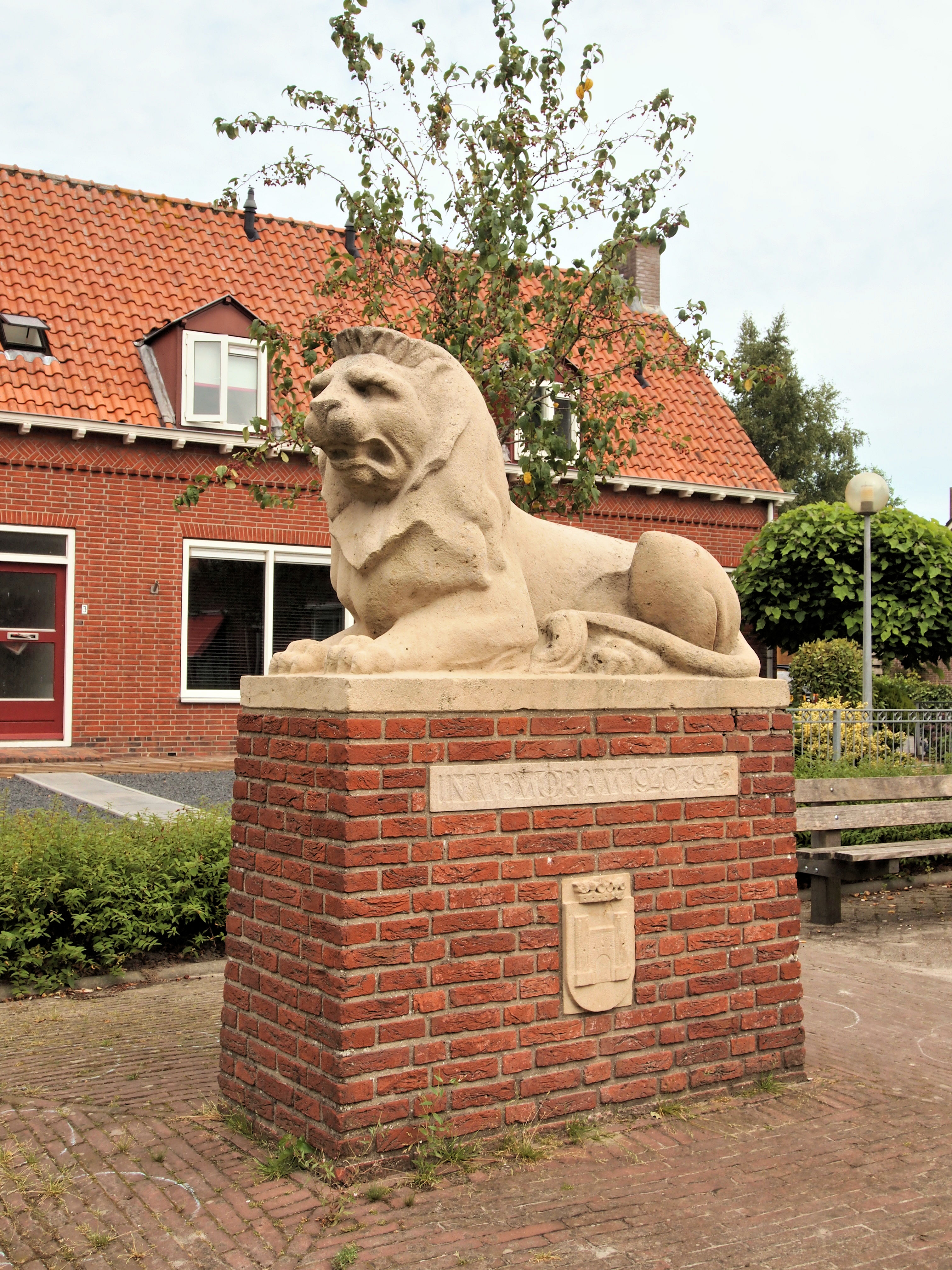
Het oorlogsmonument Doezum uit 1954.

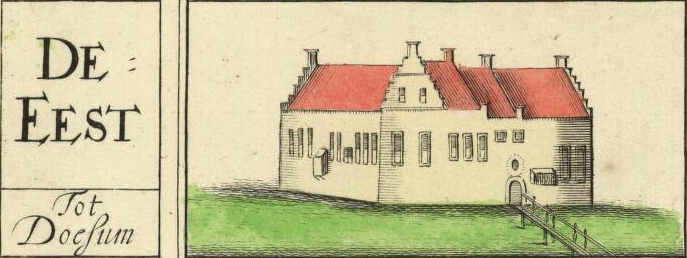
De borg De Eest op de kaart van Willem en Frederik Coenders van Helpen (1678).

## De Eest
In de buurtschap De Eest ten noorden van Doezum stond de gelijknamige borg De Eest. Reeds in 1458 en 1466 komt ene Dyuert up Eess voor die waarschijnlijk uit deze omgeving afkomstig was. In 1540 komt ene Bene op Ees voor. Pas in 1635 wordt zeker melding gemaakt van de borg wanneer Johan Polman bezit verwerft in deze buurtschap. Polman was actief als vervener. Zo had hij een ontginningsboerderij nabij Peebos en bezat hij veengebieden ten zuiden van Doezum. Hier dankt de Polmalaan zijn naam aan. Na zijn overlijden liet hij de borg na aan zijn achterneef, eveneens Johan Polman geheten. In 1688 werd de borg eigendom van Jan Clant van Aduard die er niet gewoond zal hebben. Zijn naam prijkt nog op de klok van de kerk van Doezum. De borg werd in 1710 overgedragen aan Johan Willem Ripperda die het schonk aan zijn zwager Johan Cornelis Schatter, deze bewoonde de Englumborg nabij Oldehove. Zijn vader, Gerard Schatter van Petten, was uit Holland en Utrecht verbannen wegens verduistering. Johan Cornelis zelf was betrokken bij vele rechtszaken waardoor hij in geldnood kwam en uiteindelijk zelf ook verbannen werd uit Groningen in 1750. Schatter moest de borg in 1727 in verband met schulden verkopen. Kopers werden Evert Joost Lewe van Aduard, Unico Michiel de Hertoghe van Feringa en Rudolf de Mepsche van Faan. Het gebouw zou nog in hetzelfde jaar gesloopt worden. Daarnaast was er nog sprake van een fraai buitenhuis. Dit zou geïdentificeerd kunnen worden als de "oude borg" direct ten westen van de Vituskerk. Deze oude borg, later vervangen door een boerderij, zou voor het laatst bewoond zijn geweest door Harryt Bensema of Weidt Sickema.

## Melkfabriek
In 1909 werd een stuk aangekocht voor de N.V. Stoomzuivelfabriek "De Kale Weg" bij de aansluiting van de Kaleweg op de Provincialeweg aan de Doezumertocht. De fabriek werd geëxploiteerd door de Leeuwarder IJs en Melkpoeder Fabriek (Lyempf), opgericht door Jan Evert Scholten. In 1970 werd de vestiging overgenomen door DOMO. De fabriek sloot in de jaren 70 haar deuren waarna een plasticfabriek het gebouw betrok. Nadat de fabriek in 1984 een nieuwe locatie in Grootegast kreeg, werd het gebouw in Doezum afgebroken. Enkel de directeurswoning van de melkfabriek uit omstreeks 1920 resteert.

## Kerken

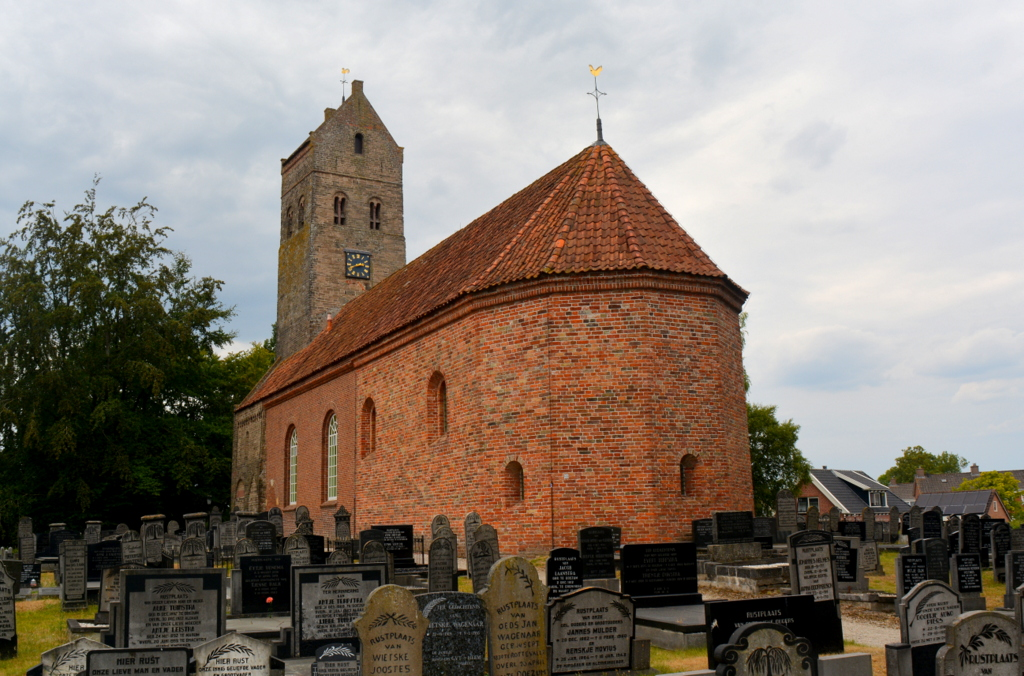
De Sint-Vituskerk van Doezum met een toren uit de 12e eeuw, een koor uit de 13e/15e eeuw een schip uit 1808.

### Sint-Vituskerk
De romaanse kerk van Doezum dateert uit de 12e eeuw en was oorspronkelijke gewijd aan de heilige Vitus. Het patrocinium van Vitus duidt op een kerkstichting van voor het jaar 1050. Er wordt wel verondersteld dat Doezum (of Marum) als oerparochie zou zijn gesticht naast Oldehove. Doezum zou dan reeds tussen 820 en 900 als parochie gesticht kunnen zijn. Hoewel de kerk van Doezum wel aangemerkt kan worden als de oudste van Langewold, is een dergelijke positie niet bewezen. Wel kan de kerk van Doezum reeds aanwezig zijn geweest voordat Oldehove als decanaatskerk gesticht werd in de 13e eeuw. Van de 12e-eeuwse kerk resteert enkel de tufstenen toren die deel uitmaakte van een gereduceerd westwerk. De toren is voorzien van spaarvelden met boogfriezen. De kerkruimte werd rond 1200 in oostelijke richting verlengd met een laag romaans koor. In het koor is nog een deel van een koepelgewelf bewaard gebleven. Hier is nog een gotische piscina aanwezig, welke later is ingekapt in de zuidmuur. Dit koor werd in de 15e eeuw verhoogd. Het schip werd in de 16e eeuw vernieuwd waarbij het vrijgekomen tufsteen gebruikt werd om de toren te verhogen. Het schip werd in 1808 opnieuw vervangen. De kerk heeft een preekstoel uit 1829. Verder bevinden zich in de kerk enkele grafzerken en een viertal rouwborden uit de 17e en 18e eeuw. Het orgel van de hand van Geert Pieters Dik dateert van 1866. De kerk werd in 2020 overgedragen aan Stichting Oude Groninger Kerken. De protestantse gemeente van Doezum huurt het gebouw van de stichting voor haar diensten.

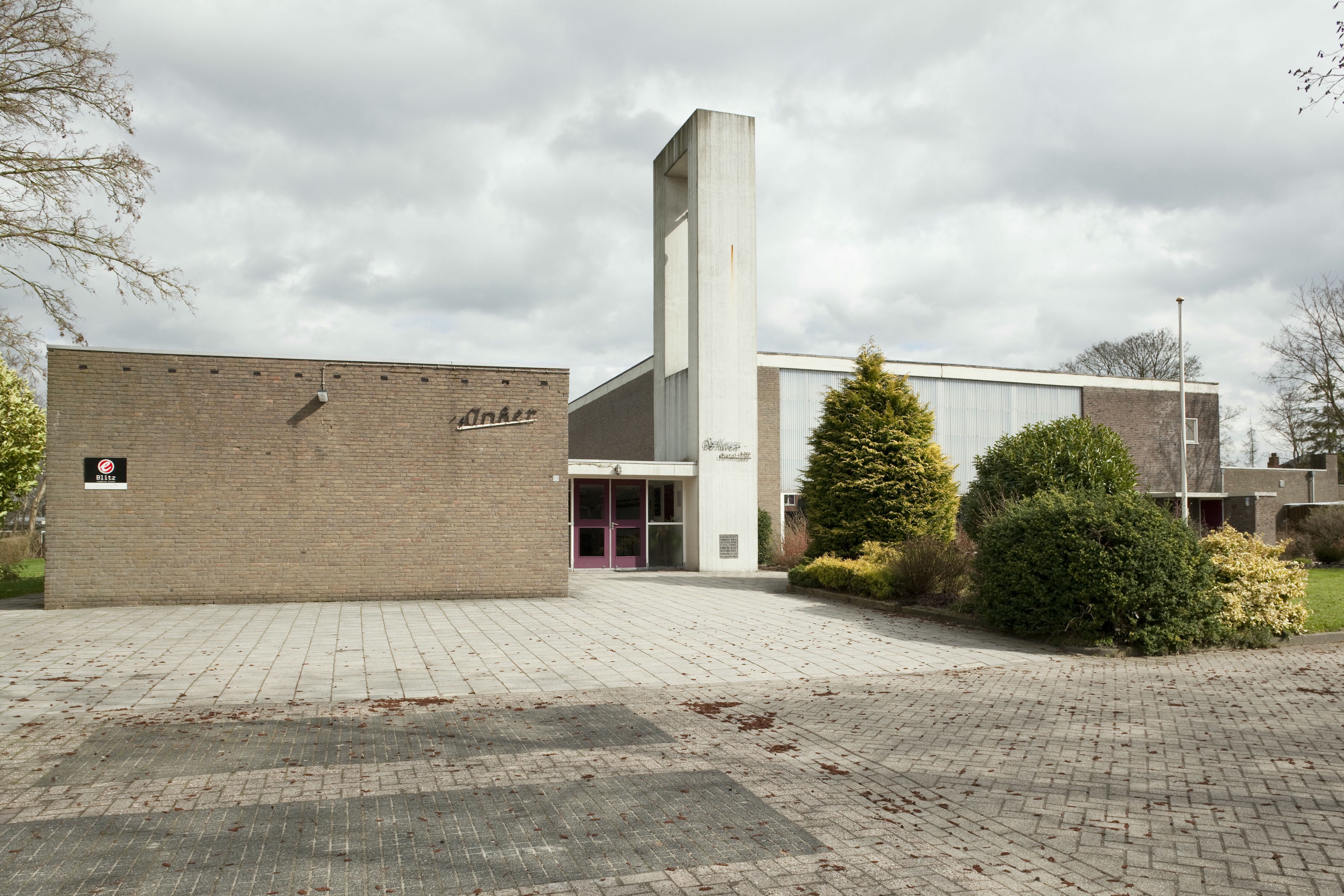
De gereformeerde kerk "De Haven".

### De Haven
Aangezien gereformeerde inwoners van Doezum aangewezen waren op de gereformeerde kerken van Gerkesklooster-Stroobos, Grootegast en Kornhorn, ontstond de wens om een gereformeerde kerk in Doezum te stichten. Nadat eerdere verzoeken afgewezen werden, zou de Gereformeerde Kerk te Doezum in 1941 worden geïnstitueerd. Aanvankelijk werd het kerkgebouw van de "Vereniging Vrije Evangelisatie" aan de Provincialeweg betrokken. Daar dit gebouw zowel bouwvallig als te klein was geworden, werd overgegaan tot de bouw van een nieuwe kerk. Dit nieuwe kerkgebouw werd ontworpen door Egbert Reitsma en werd in 1963 in gebruik genomen. De voorgaande kerk werd in 1998 afgebroken. De gereformeerde gemeente fuseerde in 2008 met de hervormde gemeente tot een PKN-gemeente. In 2017 werd de laatste dienst gehouden in het voormalige gereformeerde kerkgebouw De Haven. Het kerkgebouw werd in 2020 overgedragen aan de Stichting Dorpshuis Doezum. Na een verbouwing werd het dorpshuis ’t Stuurhuus in november 2021 geopend.

## Onderwijs

### Openbare lagere school
In 1885 werd een openbare lagere school gebouwd aan de Provincialeweg. Het schoolgebouw werd in 1918 gebruikt voor de opvang van Franse vluchtelingen. De school werd in 1982 gesloten in verband met het dalende aantal leerlingen.

### Christelijke lagere school
In 1920 werd in Doezum de "Vereeniging voor Lager onderwijs op gereformeerden grondslag" opgericht en in 1921 volgde de opening van een nieuw schoolgebouw. Eerste schoolmeester was Remmelt Booij, afkomstig uit Dwingeloo. Hij was actief in het maatschappelijk leven van Doezum. In 1972 werd het schoolgebouw vernieuwd en werd de school naar hem de "Remmelt Booy School" genoemd.

## Maatschappelijk leven
Doezum kent meerdere verenigingen, waaronder een vereniging voor plaatselijk belang "Ons Dorpsbelang Doezum" en een aantal buurtverenigingen. Daarnaast heeft het dorp een ouderensoos, een jongerensoos, een muziekvereniging, een toneelvereniging, een biljartclub en dartclub. Het plan is opgevat om het voormalige gereformeerde kerkgebouw in te richten als dorpshuis dat onderdak moet bieden aan de verschillende verenigingen in het dorp.

## Sport
- FC Grootegast. Deze voetbalvereniging speelt op sportpark "De Leegens", gelegen binnen de dorpsgrenzen van Doezum.[58]
- DOVO/Hujades. In 2010 fuseerden de volleybalverenigingen DOVO uit Doezum en Hujades, welke op haar beurt ontstaan is uit een fusie van Luvo uit Lutjegast, MAC uit Grootegast, SVC-81 uit Sebaldeburen en VCK uit Kornhorn in 2002. DOVO (Door Onderlinge Vriendschap Opgericht) werd in 1967 en behaalde zestien keer de landstitel.[59]

## Bevolkingsontwikkeling
| 437 | 946 | 1159 | 1196 | 1379 | 1607 | 1647 | 1772 | 2081¹ | 1429¹² | 1179¹³ | 1139¹ | 1160¹ | 1165⁴ | 1150 | 1115 | 1200 |
| Data afkomstig van volkstellingen.nl en CBS Statline ¹ Inclusief Peebos wat deels onder Opende valt ² Exclusief Kornhorn ³ Exclusief buitengebied ⁴ Exclusief Stroobos |     |      |      |      |      |      |      |       |        |        |       |       |       |      |      |      |

## IJe Wijkstra
Het dorp kreeg landelijke bekendheid in 1929 toen IJe Wijkstra vier veldwachters doodschoot die zijn geliefde kwamen halen in opdracht van Justitie in Groningen.

## Windhoos
Op zondagavond 3 augustus 2008 werd het buitengebied van Doezum-Lutjegast-Sebaldeburen getroffen door een zware windhoos. Ongeveer vijftien gebouwen werden zeer ernstig beschadigd, waardoor een miljoenenschade ontstond. Er vielen geen slachtoffers.

## Openbaar vervoer
Doezum wordt bediend door de vervoersmaatschappij Qbuzz.
- Lijn 39: Groningen • Slaperstil • Aduard • Zuidhorn • Faan • Niekerk • Oldekerk • Sebaldeburen • Grootegast • Doezum • Kornhorn • Opende • Surhuisterveen vv[61]
- Lijn 133: Groningen • Hoogkerk • Boerakker • Oldekerk • Sebaldeburen • Grootegast • Doezum • Kornhorn • Opende • Surhuisterveen vv[62]
- Lijn 139: Groningen • Hoogkerk • De Poffert • Enumatil • Zuidhorn • Faan • Niekerk • Oldekerk • Sebaldeburen • Grootegast • Doezum • Kornhorn • Opende • Surhuisterveen vv[63]

## Inwoners
- Pier Nobach (1882-1965), oorlogsmisdadiger
- IJje Wijkstra (1895-1941), moordenaar
- Halbe Brandsma (1923-2000), militair
- Joop Alssema (1949), politicus